# 仮想ハブ
仮想ハブ（かそうハブ）は、ソフトウェアによる仮想化技術を用いて、一般的なスイッチングハブなどのネットワーク機器をエミュレーションする仕組みや、その仕組みによって実装されたソフトウェアのことを示す。
ソフトウェアによっては、仮想スイッチとも呼ばれる。

## 概要
レイヤ2におけるイーサネットフレームのスイッチング処理は、通常ハードウェアで実行される。これをソフトウェアで仮想化して同等に実行することで、仮想的なEthernetセグメントを計算機の内部に作成することができる。
これにより、以下のようなメリットが生ずる。
- 複数のVMの仮想LANカード間で通信を行うことができるようになる。
- レイヤ2のVPNを構築することが容易になる。

## VMwareにおける実装例
VMwareでは仮想ハブが実装されており、実用的に動作する。これにより、複数台のVM間やホスト計算機との間のEthernet通信が可能となる。

## PacketiX VPNにおける実装例
PacketiX VPNでは仮想ハブが実装されており、実用的に動作する。これにより、リモートアクセスVPNや拠点間接続VPNなどを柔軟に実現することができる。